# Concepción Jolalpan
Jolalpan es una localidad situada en el extremo oriente del Estado de México, dentro del municipio de Tepetlaoxtoc. Sus límites son el municipio de Papalotla, Atenco, y los poblados de Tepetlaoxtoc y Tepetitlán dentro del mismo municipio. 
Jolalpan está conformado por cinco delegaciones o barrios: La Concepción al norte, La Candelaria al noreste, San Pablo al este, Los Reyes Nopala al extremo occidental, San Juditas o Jolalpan en el centro, San Francisco al sur y Santa Anita al Sureste.
Las actividades económicas de este poblado son: 
La ganadería; con la crianza diversa de ganado bovino, porcino, lanar y aves de corral como gallinas y guajolotes. 
La agricultura: el cultivo principal del pueblo de Jolalpan es el maíz seguido de la calabaza y el fríjol. 
También podremos encontrar en Jolalpan diversas empresas dedicadas a la confección de ropa, costura y textiles. Jolalpan cuenta con aproximadamente cinco mil habitantes y tiene una extensión aproximada de diez kilómetros cuadrados .
También durante fechas recientes la actividad económica jolalpense se ha visto afectada por la industria textil quizá en parte debido a la cercanía del importante centro textil de Chiconcuac y también de la artesanía en yeso o como localmente le llaman "el trabajo con el mono de yeso". Muchos jolalpenses son empleados también en estas dos actividades.
El clima en Jolalpan es templado durante la mayor parte del año.
Latitud: 19.5833333
Longitud: -98.85
Altitud: 2,285m.
Gentilicio: Jolalpeño, -a